# Sör-Mörtsjön
Sör-Mörtsjön är en sjö i Bollnäs kommun i Hälsingland och ingår i Ljusnans huvudavrinningsområde. Sjön är 4 meter djup, har en yta på 0,251 kvadratkilometer och befinner sig 188,4 meter över havet. Sjön avvattnas av vattendraget Ängaån (Millmyrån).

## Delavrinningsområde
Sör-Mörtsjön ingår i det delavrinningsområde (682482-154056) som SMHI kallar för Utloppet av Södra Maskinsjön. Medelhöjden är 195 meter över havet och ytan är 1,46 kvadratkilometer. Räknas de 7 avrinningsområdena uppströms in blir den ackumulerade arean 20,77 kvadratkilometer. Ängaån (Millmyrån) som avvattnar avrinningsområdet har biflödesordning 2, vilket innebär att vattnet flödar genom totalt 2 vattendrag innan det når havet efter 84 kilometer. Avrinningsområdet består mestadels av skog (81 procent). Avrinningsområdet har 0,25 kvadratkilometer vattenytor vilket ger det en sjöprocent på 17 procent.